# 바이러스 제로 : 시큐리티 커뮤니티
바이러스 제로 : 시큐리티 커뮤니티(Virus Zero : Security Community)는 IT, 컴퓨터와 관련된 보안 관련 정보와 이슈에 대해서 확인하고 논의하며, PC 및 모바일 기기의 악성코드(바이러스, 웜, 트로이 목마, 랜섬웨어, 애드웨어, 스파이웨어 등)를 치료하고 이를 예방할 수 있는 방법을 묻고 답하는 포털 사이트 네이버 카페 서비스로 운영되고 있는 대한민국의 공개 보안 커뮤니티이다.
IT, 컴퓨터와 관련된 전반적인 보안 및 각각의 보안 제품과 악성코드 정보를 전문적으로 다루고 있고, 감염된 악성코드에 의해 고통받는 사람들을 위해 악성코드 제거를 위한 보조 악성코드 제거 스크립트인 Malware Zero(MZ, 한국어: 멀웨어 제로)과 Autorun Zero Kit(AZK, 한국어: 오토런 제로 킷)을 제작하여 무료 배포하고 있으며, 이미 악성코드에 감염된 경우 치료 및 제거를 위한 분석 서비스도 무료로 진행해주고 있다.
총 7번(2009년, 2010년, 2011년, 2012년, 2013년, 2014년, 2016년) 네이버 대표 카페로 선정되었고, 멤버 등급은 '신입 보안', '초보 보안','견습 보안', '생활 보안', '정보 보안', '팀 멀라잇' 총 6개의 등급으로 운영되고 있다.

## 탄생/설립
포털 사이트 네이버 카페 서비스로 운영되고 있으며, 기존 바이러스 제로 카페(현재 폐쇄됨)가 매니저의 부재로 운영에 어려움을 겪자 울지 않는벌새가 2007년 10월 11일 설립하였다.

## 연혁
- 2007년 10월 11일 : 바이러스 제로 시즌 2 설립 (초대 매니저 울지 않는벌새)
- 2007년 12월 12일 : 멤버 누적 방문 수 100,000회 돌파
- 2008년 2월 2일 : 멤버 5,000명 돌파
- 2008년 3월 20일 : 멤버 누적 방문 수 500,000회 돌파
- 2008년 4월 20일 : 멤버 10,000명 돌파
- 2008년 10월 11일 : 바이러스 제로 시즌 2 카페 탄생 1주년
- 2008년 10월 13일 : 멤버 20,000명 돌파
- 2009년 1월 20일 : 멤버 누적 방문 수 2,000,000회 돌파
- 2009년 2월 18일 : 2대 매니저 고진감래
- 2009년 4월 26일 : 멤버 30,000명 돌파
- 2009년 7월 1일 : 네이버 대표 카페 최초 선정
- 2009년 7월 11일 : 멤버 누적 방문 수 3,000,000회 돌파
- 2010년 4월 3일 : 바이러스 제로 시즌 2 정규 모임 개최 (1회)
- 2011년 12월 26일 : 3대 매니저 ViOLeT
- 2013년 4월 18일 : 네이버 카페 스토리 선정
- 2013년 5월 18일 : 바이러스 제로 시즌 2 정규 모임 개최 (2회)[4][5]
- 2013년 10월 8일 : 멤버 누적 방문 수 10,000,000회 돌파
- 2014년 5월 24일 : 바이러스 제로 시즌 2 정규 모임 개최 (3회)[6][7]
- 2015년 5월 23일 : 바이러스 제로 시즌 2 정규 모임 개최 (4회)[8]
- 2015년 8월 13일 : 보안원정대(기업 탐방) / 이스트소프트[9][10]
- 2015년 11월 26일 : 보안원정대(기업 탐방) / 안랩[11]
- 2016년 4월 17일 : 카페 등급제 개편, 견습 보안 등급 및 일상 보안 등급 신설
- 2017년 1월 28일 : 멤버 130,000명 돌파
- 2017년 4월 15일 : 기업 탐방 / 세인트 시큐리티
- 2017년 8월 26일 : 기업 탐방 / 체크멀
- 2017년 10월 11일 : 바이러스 제로 시즌 2 설립 10주년
- 2020년 5월 1일: '바이러스 제로 : 시큐리티 커뮤니티'로 네이버 카페 명칭 변경
- 2021년 5월 14일: 제20회 세계 보안 엑스포 참여

## 대표 카페 선정
- 2009년
- 2010년
- 2011년
- 2012년
- 2013년
- 2014년
- 2016년 (인기)